# Hubert Bucher
Hubert Bucher (Ratisbona, 21 giugno 1931 – Schönhofen, 23 luglio 2021) è stato un vescovo cattolico e missionario tedesco.

## Biografia
Hubert Bucher nacque a Ratisbona il 21 giugno 1931 ed è cresciuto nella parrocchia di San Volfango.

### Formazione e ministero sacerdotale
Cominciò gli studi universitari di medicina veterinaria ma dopo un semestre trascorso negli Stati Uniti d'America, sentendosi chiamato al presbiterato, entrò nel seminario di Ratisbona. Attraverso la mediazione di Joseph Nachtmann, segretario delle Pontificie Opere Missionarie a Monaco di Baviera dal 1952 al 1956 e poi direttore della LIGA Bank di Ratisbona, e inizialmente in resistenza all'allora vescovo di Ratisbona Michael Buchberger, nel 1953 decise insieme ad altri due giovani seminaristi di Ratisbona, Oswald Georg Hirmer e Fritz Lobinger, di partire come missionario fidei donum.
Il 29 giugno 1957 fu ordinato presbitero per la diocesi di Ratisbona nella cattedrale diocesana da monsignor Michael Buchberger. Per un anno fu cappellano a Teublitz. Fritz Lobinger partì per il Sudafrica nel 1956, Oswald Hirmer un anno dopo e Hubert Bucher nel 1958. Tutti e tre avrebbero trascorso gran parte della loro vita in Sudafrica e sarebbero diventati vescovi. Bucher prestò servizio nella diocesi di Aliwal. Completò gli studi a Roma e Oxford e nel 1972 conseguì il dottorato in missiologia con una tesi intitolata Youth work in South Africa: a challenge for the Church (Opera giovanile in Sudafrica: una sfida per la Chiesa). In seguito fu cappellano nazionale del movimento giovanile Chiro dal 1972 al 1975.

### Ministero episcopale
Il 9 dicembre 1976 papa Paolo VI lo nominò vescovo di Bethlehem. Ricevette l'ordinazione episcopale il 27 marzo successivo a Bethlehem dal vescovo di Umtata Peter Fanyana John Butelezi, co-consacranti l'arcivescovo metropolita di Johannesburg Joseph Patrick Fitzgerald e il vescovo ausiliare di Ratisbona Vinzenz Guggenberger.
Come vescovo guidò una lunga campagna contro l'apartheid e lavorò - insieme ai vescovi Oswald Georg Hirmer e Fritz Lobinger, anch'essi provenienti dalla diocesi di Ratisbona - nello sviluppo della pratica ormai diffusa a livello mondiale della condivisione della Bibbia presso l'Istituto pastorale della Conferenza dei vescovi cattolici dell'Africa Meridionale, il Lumko-Institut.
Nel giugno del 2005 compì la visita ad limina.
Il 31 dicembre 2008 papa Benedetto XVI accettò la sua rinuncia al governo pastorale della diocesi per raggiunti limiti di età.
In seguito si trasferì in una casa di riposo per il clero a Mariannhill, vicino a Durban, sede dei missionari di Mariannhill, con i confratelli Oswald Georg Hirmer e Fritz Lobinger. Nel 2017 tornò in Germania e prese residenza presso una sorella a Schönhofen, nel comune di Nittendorf.
Morì a Schönhofen il 23 luglio 2021 all'età di 90 anni. Le esequie si tennero il 30 luglio alle ore 10 nel duomo di Ratisbona e furono presiedute da monsignor Rudolf Voderholzer, vescovo di Ratisbona. Al termine del rito fu sepolto nella cripta dello stesso edificio.

## Opere
- I will forgive their sin and heal their land, in New Blackfriars, n. 54, 1973,  pp. 505-512.
- Youth work in South Africa: a challenge for the Church, in Neue Zeitschrift für Missionswissenschaft, supplemento al numero 21, 1973,  pp. XXVIII, 221.
- Gemeinsam mit H. Slattery, Pastoral orientation in a changing world, Lumko Institute, 1976.
- The conceptualization of spirits among the Shona, in traditional society and in the independent churches, Oxford, 1977.
- Spirits and Power. An Analysis of Shona Cosmology, Oxford University Press, 1980,  p. 231. Recensito in:  Thomas O. Beidelman, Book Review: Spirits and Power: An Analysis of Shona Cosmology, in Anthropos, v79 n1-3,  pp. 274-275.
- Hidden treasures in the Church's breviary. The faith and wisdom of great believers, Cambridgeshire, Melrose Books, 2015,  pp. xiii, 188, ISBN 978-1909757936.
- Der Lebendige Rosenkranz. Ein Gebets-Sturm, den unsere Welt nötig hat!, Altötting, Grignion Verlag, 2016,  p. 132, ISBN 978-3932085000.
- Ein Leben für die Mission. Meine Erlebnisse in Afrika, Ratisbona, Verlag Friedrich Pustet, 2017,  p. 366, ISBN 978-3791729244.

## Genealogia episcopale e successione apostolica
La genealogia episcopale è:
- Cardinale Scipione Rebiba
- Cardinale Giulio Antonio Santori
- Cardinale Girolamo Bernerio, O.P.
- Arcivescovo Galeazzo Sanvitale
- Cardinale Ludovico Ludovisi
- Cardinale Luigi Caetani
- Cardinale Ulderico Carpegna
- Cardinale Paluzzo Paluzzi Altieri degli Albertoni
- Papa Benedetto XIII
- Papa Benedetto XIV
- Papa Clemente XIII
- Cardinale Marcantonio Colonna
- Cardinale Giacinto Sigismondo Gerdil, B.
- Cardinale Giulio Maria della Somaglia
- Cardinale Carlo Odescalchi, S.I.
- Cardinale Costantino Patrizi Naro
- Cardinale Lucido Maria Parocchi
- Papa Pio X
- Cardinale Gaetano De Lai
- Cardinale Raffaele Carlo Rossi, O.C.D.
- Cardinale Amleto Giovanni Cicognani
- Vescovo Alfredo Poledrini
- Arcivescovo Peter Fanyana John Butelezi, O.M.I.
- Vescovo Hubert Bucher

La successione apostolica è:
- Vescovo Xolelo Thaddaeus Kumalo (2008)